# Братовоєшть
Братовоєшть, Братовоєшті (рум. Bratovoești) — село у повіті Долж в Румунії. Входить до складу комуни Братовоєшть.
Село розташоване на відстані 177 км на захід від Бухареста, 23 км на південь від Крайови.

## Населення
За даними перепису населення 2002 року у селі проживали 1419 осіб. Усі жителі села рідною мовою назвали румунську.
Національний склад населення села:
| Національність | Кількість осіб | Відсоток |
| -------------- | -------------- | -------- |
| румуни         | 1378           | 97,1%    |
| цигани         | 41             | 2,9%     |